# Tullio Lanese
Tullio Lanese (* 10. Januar 1947 in Messina; † 1. März 2025 ebenda) war ein italienischer Fußballschiedsrichter und späterer -funktionär. Neben Spielleitungen in der Serie A war er von 1987 bis 1992 auch international aktiv und amtierte unter anderem bei der Fußball-Weltmeisterschaft 1990 sowie bei der Fußball-Europameisterschaft 1992.

## Karriere als Schiedsrichter
Lanese war seit 1965 Schiedsrichter und stieg bis 1978 in die höchste italienische Spielklasse, die Serie A auf. Bis zu seinem Karriereende leitete er insgesamt 170 Spiele in dieser Liga. 1986 leitete er das Pokalfinalrückspiel zwischen der AS Rom und Sampdoria Genua, in dem sich die Roma durch ein 2:0 die Trophäe sichern konnte. 1989 war Lanese erneut im Finaleinsatz in diesem Wettbewerb. Diesmal pfiff er das Finalhinspiel zwischen der SSC Neapel und Sampdoria (Endstand 2:0). 1991 leitete er Spiel um den italienischen Supercup, welches Sampdoria diesmal mit 1:0 gegen die AS Rom gewann. Damit kam es zu dem Kuriosum, dass alle drei nationalen Endspielleitungen Laneses eine Beteiligung von Sampdoria Genua aufwiesen. Nach der Saison 1987/88 wurde er mit dem Premio Giovanni Mauro, dem Preis für den besten Schiedsrichter der Saison ausgezeichnet.
Ab 1987 stand er auf der Liste der italienischen FIFA-Schiedsrichter. Sein Debüt auf diesem Parkett war ein Freundschaftsspiel zwischen Israel und Nordirland. Ein Jahr später amtierte er beim olympischen Fußballturnier in Seoul. Bei der Junioren-WM 1989 in Saudi-Arabien war er ebenfalls mit von der Partie. Für die WM der Herren 1990 berief ihn die FIFA in das Aufgebot der Unparteiischen. Bei dem Turnier in seinem Heimatland leitete er insgesamt drei Spiele, darunter ein Achtelfinale. Seinen Karrierehöhepunkt erlebte Lanese im darauffolgenden Jahr, als er das Endspiel um dem Europapokal der Landesmeister leiten durfte. Bei der in Bari ausgetragenen Begegnung setzte sich Roter Stern Belgrad mit 5:3 i. E. gegen Olympique Marseille durch. Bei der EM 1992 pfiff er das Halbfinale zwischen Gastgeber Schweden und Deutschland. Dies war gleichzeitig sein letztes Spiel als aktiver Schiedsrichter.

## Werdegang nach dem aktiven Karriereende
Im Jahr 2000 wurde Lanese zum Vorsitzenden der italienischen Schiedsrichtervereinigung AIA gewählt. Im Zuge des Calciopoli-Skandals um zugunsten von Juventus Turin manipulierte Spielleitungen trat Lanese 2006 von diesem Amt zurück und wurde im Nachgang zu einer sportrechtlichen Sperre von 30 Monaten verurteilt, die später auf ein Jahr reduziert wurde. Von der Staatsanwaltschaft Neapel wurde ihm vorgeworfen, als Verantwortlicher für die Schiedsrichteransetzungen Teil einer kriminellen Vereinigung gewesen zu sein, für die er erstinstanzlich zu zwei Jahren Haft verurteilt wurde. Das Berufungsgericht hob diesen Schuldspruch jedoch später auf.

## Persönliches
Lanese war verheiratet und hatte mit seiner Frau zwei Kinder. Er lebte in Messina. Neben seiner Schiedsrichtertätigkeit arbeitete er hauptberuflich als Versicherungsmakler.

## Ehrungen und Auszeichnungen
- Verdienstorden der Italienischen Republik zunächst als Ritter, später als Offizier
- CONI-Stern für sportliche Verdienste in Gold
- Premio Giovanni Mauro als bester Schiedsrichter der Saison 1987/88